# 최동구
최동구는 대한민국의 배우이다.

## 학력
- 세종대학교 (연기예술전공)

## 출연작

### 영화
- (2013) (단편) 패완가 – 패션왕
- (2013) (독립) Rare Case – 편집장
- (2014) (단편) 구원하소서 – 신
- (2014) (단편) 일탈 – 남자
- (2014) (단편) 대략 난감 – 최작가
- (2014) (단편) 천하장사를 좋아하세요? - 의사
- (2014) (단편) 고 투 – 양아치
- (2014) (단편) 끝 사랑 – 영배
- (2017) (단편) kill your darling – 살인청부남
- (2017) (단편) 어느 가을애 – 재범
- (2020) 미스터 보스 – 병연
- (2021) 아들의 이름으로 – 명구
- (2021) 유체이탈자 - 모피코트 수행원2
- (2022) 마녀2 - 용두패2
- (2022) 공조2: 인터내셔날 - 보이스피싱팀원1
- (2023) 대외비 - 필도수하4
- (2023) 범죄도시3 - 황동구 (첫 천만영화)
- (2023) 용감한 시민 - 몹쓸남
- (2024) 황야 - 은팔찌
- (2024) 하우치 - 양아치1
- (2025) 히트맨 2 - 이슈왕 역

### 드라마
- (2014 SBS) 괜찮아, 사랑이야 - 남자2
- (2014 KBS) 힐러 - 기영재
- (2016 KBS) 함부로, 애틋하게 – PD2
- (2017 MBC) 로봇이 아니야 - 알프스
- (2019 tvN) 아스달 연대기 - 수하1
- (2021 tvN) 보이스4 - 목격자
- (2021 NETFLIX) 킹덤 : 아신전 - 파저위사내3
- (2022 SBS) 어게인 마이 라이프 - 태훈 (특별출연)
- (2022 NETFLIX) 수리남 - 중국갱5
- (2022 KBS) 커튼콜 - 민승현 (특별출연)
- (2023 SBS) 법쩐 - 유창해
- (2024 NETFLIX) 선산 - 김광수 (특별출연)
- (2024 SBS) 재벌X형사 - 김영환
- (2024 SBS) 지옥에서 온 판사 - 정선호
- (2025 Disney+) 트리거 - 최제일 역

### 연극
- (2009) 황색 여관
- (2011) 쇼팔로비치 유랑극단
- (2011) 웰컴 투 동막골
- (2012) 황금넥타이는 깃털보다 가벼웠다
- (2012) 사천의 선인
- (2012) 유리 동물원
- (2012) 만선
- (2013) 십이야
- (2013) HIGH LIFE
- (2013) 리어왕
- (2014) 밑바닥에서
- (2016) 화양리 브라더스
- (2016) 세일즈맨의 죽음
- (2017) 거품 맥주 (BUBBLE HOF)
- (2018) 만선
- (2019) 바람과 함께 사라지다
- (2024) 화양리 브라더스

### 광고
- (2014) ‘2VEE’ Hair Wax
- (2015) 마풀 영어
- (2015) SSG.COM
- (2015) ‘신세계’ E-MART
- (2016) ‘한화’ 서울 세계 불꽃축제
- (2018) NH 투자증권 - 모바일 증권 ‘나무’
- (2018) ‘JAYJUN’ 마스크팩
- (2020) DK 모바일
- (2021) 교보 생명
- (2024) SAMSUNG 갤럭시북4